# Liste der Monuments historiques in Vaujours
Die Liste der Monuments historiques in Vaujours führt die Monuments historiques in der französischen Gemeinde Vaujours auf.

## Liste der Bauwerke
| Bezeichnung | Beschreibung | Standort                   | Kennzeichnung | Schutzstatus | Datum | Bild           |
| ----------- | ------------ | -------------------------- | ------------- | ------------ | ----- | -------------- |
| Schloss     |              | 1, rue de Montauban (Lage) | PA00079967    | Inscrit      | 1974  | weitere Bilder |

## Liste der Objekte
- Monuments historiques (Objekte) in Vaujours in der Base Palissy des französischen Kultusministeriums